# Tipulodina felicita
Tipulodina felicita är en tvåvingeart som först beskrevs av Alexander 1968.  Tipulodina felicita ingår i släktet Tipulodina och familjen storharkrankar. Inga underarter finns listade i Catalogue of Life.